# Alan Dukes
Pour les articles homonymes, voir Dukes.
Alan Dukes, né le 22 avril 1945 à Dublin, est un homme politique irlandais. Il est le dirigeant du Fine Gael et député pour Kildare Sud. Il a la particularité d’être l'un des cinq seuls députés à avoir été nommés Ministre lors de leur premier jour au parlement. Il perd son siège aux élections générales de 2002. Il est ensuite nommé Directeur Général de l’Institut des Affaires Européennes et Internationales (Institute of International and European Affairs).

## Jeunesse
Alan Dukes est né à Drimnagh, un quartier de Dublin en 1945. Son père, James F. Dukes, originaire du Comté de Kerry, est haut fonctionnaire et président fondateur et directeur général du Conseil de l’Enseignement Supérieur (Higher Education Authority), tandis que sa mère venait des environs de Ballina dans le Comté de Mayo.
La famille Dukes est originaire du nord de l’Angleterre. Son grand-père a servi dans le génie militaire britannique durant la Première Guerre mondiale et s’est par la suite installé à Cork puis à Kerry où il travaille avec le service des postes pour créer le réseau téléphonique irlandais. Il développe également un vif intérêt pour la langue gaélique, intérêt partagé par son petit-fils.
Il est éduqué par les Frères des Écoles chrétiennes à Colaiste Mhuire sur Parnell Square et on lui propose plusieurs bourses d’études supérieures à l’issue de ses études secondaires, dont une pour le gaélique. Son intérêt pour le gaélique est toujours présent et il participe régulièrement à des émissions sur des chaînes de langue irlandaise.
Après le lycée, il fait ses études à University College Dublin où il est capitaine de l’équipe d’escrime qui remporte à ce moment-là son tout premier titre inter-universités.

## Sa carrière avant d’entrer en politique
En 1969, il devient l’économiste de l'Association des Fermiers Irlandais (IFA) à Dublin. Après l’adhésion de l’Irlande à la Communauté Economique Européenne (CEE) en 1973, il déménage à Bruxelles où il fait partie de la délégation de l’IFA. Ce rôle lui permet d’influencer et d’encadrer la contribution irlandaise à la Politique agricole commune.
Après ce poste à l’IFA, il devient le chef de cabinet de Dick Burke, commissaire irlandais de la CEE, ancien membre de Fine Gael.

## Début de carrière politique
Au cours des élections au Parlement européen de 1979, A. Dukes se porte candidat Fine Gael dans la circonscription de Munster. Il est en bonne voie d’être élu grâce au fort soutien des fermiers jusqu’à l’entrée en lice de T. J. Maher, leader agricole et candidat indépendant. Maher arrive finalement en tête du scrutin.
Il se représente en tant que candidat Fine Gael aux élections générales de 1981 dans la circonscription étendue de Kildare où il gagne un siège au 22e Dáil Éireann (Chambre basse du Parlement irlandais). Lors de sa première journée au Parlement, il est nommé ministre de l’Agriculture par le nouveau Taoiseach, Garret FitzGerald, devenant ainsi l’un des cinq seuls députés désignés Ministre aussi rapidement. Il conserve son siège pendant 21 ans.
Ce gouvernement de coalition minoritaire Fine Gael/Labour tombe en février 1982 à cause de réformes budgétaires controversées mais revient au pouvoir avec une majorité suffisante au mois de décembre de la même année. A. Dukes est à nouveau nommé au cabinet, devenant Ministre des Finances moins de deux ans après son début de carrière au Dáil.
Il fait face à des difficultés en tant que Ministre des Finances à cette époque. L’Irlande est lourdement endettée et les taux de chômage et d’immigration sont élevés. Plusieurs des projets ambitieux de Fine Gael doivent être reportés au moment où la coalition Fine Gael – Labour est en désaccord sur le règlement de la crise économique. La tâche consistant à redresser les finances nationales est rendue difficile par des considérations électorales et un manque de soutien de la part du parti d’opposition Fianna Fáil dirigé par Charles Haughey.
A. Dukes demeure au Ministère des Finances jusqu’en 1986, date du retrait des membres du parti travailliste du gouvernement. À la suite du remaniement qui s’ensuit, il est nommé Ministre de la Justice.

## Direction de Fine Gael
Fine Gael ne parvient pas à être réélu aux élections générales de 1987 et perd 20 sièges sur les 70 qu’il occupe, principalement en faveur du nouveau parti des Démocrates Progressistes (Progressive Democrats). Le Taoiseach sortant et dirigeant Garret FitzGerald se retire de ses fonctions et A. Dukes est élu dirigeant de Fine Gael. Il devient également leader de l’opposition.
C’est une période difficile pour le pays. Fianna Fáil, parti de Haughey, a gagné les élections sur la promesse d’augmenter les dépenses publiques et en attaquant les restrictions budgétaires favorisées par Fine Gael. La campagne électorale produit le célèbre slogan de Fianna Fáil selon lequel la diminution des dépenses de santé affecte « les personnes âgées, les malades et les handicapés. ». Cependant, lors de leur entrée en fonction, le nouveau Taoiseach et son Ministre des Finances Ray MacSharry établissent immédiatement de drastiques coupes budgétaires incluant une avalanche de fermeture d’hôpitaux et de chambres d’hôpitaux. Ceci offre à l’opposition la possibilité politique d’attaquer le gouvernement.
Cependant, dans un discours adressé à la Chambre de Commerce de Tallaght, A. Dukes déclare:

« Lorsque le gouvernement va dans la bonne direction, je ne m'opposerai pas au mouvement de son action politique. S'il va dans la bonne direction, je ne crois pas qu'il devrait être dévié de sa trajectoire ou qu'on devrait le faire trébucher sur des questions macro-économiques. »

Cette mesure audacieuse est connue sous le nom de Stratégie de Tallaght et représente un tournant majeur dans la politique irlandaise : Fine Gael vote par la suite avec le gouvernement minoritaire Fianna Fáil lorsque ce dernier adopte les mesures économiques de Fine Gael pour revitaliser l’économie.
Les conséquences de cette déclaration sont immenses. Le gouvernement Haughey est ainsi capable de prendre de sévères dispositions correctives pour restructurer l’économie et poser les fondations du boom économique des années 1990. Cependant, lors d’une élection anticipée en 1989, A. Dukes ne bénéficie pas de son approche diplomatique et les gains du parti sont mineurs, ce dernier ne regagnant que 5 des 20 sièges précédemment perdus. Il en résulte la toute première coalition gouvernementale pour Fianna Fáil qui s’associe au groupe minoritaire Démocrates Progressistes dirigés par l’ancien député Fianna Fáil, Desmond O’Malley.

## Élections présidentielles de 1990 et perte de la direction
A. Dukes est peu récompensé pour la Stratégie de Tallaght et l’échec du parti à regagner un nombre significatif de sièges en 1989 donne envie à certains députés Fine Gael d’un changement au sommet du parti. L'occasion survient à la suite de l’élection présidentielle historique de 1990. Fine Gael choisit comme candidat le député Austin Currie. Il a été l’un des membres dirigeants de l’Association des Droits Civiques d’Irlande du Nord dans les années 1960 et a été membre du parti Social Démocrate et Travailliste (Social Democratic and Labour Party - SDLP) avant de s’installer dans le sud du pays.
À l’origine, Brian Lehihan Snr du Fianna Fáil est considéré comme favori de la course à l’élection mais après un certain nombre de controverses liées à la brève administration Fianna Fáil de 1981-1982 et la destitution de Lenihan du poste de Ministre de la Défense au beau milieu de la campagne, Mary Robinson du parti Travailliste remporte la victoire. Pour nombre des membres de Fine Gael, l’humiliation de finir troisième est difficile à accepter et A. Dukes fait face à un soulèvement de leur part. À la suite de cela, il est remplacé à la direction du parti par John Bruton.

## La coalition arc-en-ciel
En septembre 1992, le nouveau dirigeant, John Bruton, lui redonne une place parmi les porte-parole du parti (à la Chambre basse) peu avant les élections générales en novembre. En février 1994, A. Dukes est impliqué dans une tentative ratée d’éviction de Bruton de la tête du parti et renonce par la suite à sa fonction de porte-parole. En décembre 1994, John Bruton devient Taoiseach mais A. Dukes ne réussit pas à obtenir de poste ministériel malgré le fait qu’il est l’un des membres les plus influents et les plus expérimentés de Fine Gael. 
Deux ans plus tard, en décembre 1996, A. Dukes fait son retour en tant que Ministre des Transports, de l’Énergie et des Communications après la démission de Michael Lowry. Aux élections générales de 1997, A. Dukes arrive en tête des scrutins dans la nouvelle conscription de Kildare Sud mais Fine Gael perd le pouvoir et A. Dukes devient le président du Conseil Irlandais du Mouvement Européen (Irish Council of the European Movement). À ce poste, il est très impliqué dans le conseil aux pays d'Europe de l'est qui se portent à l’époque candidats à l’adhésion à l’Union Européenne.
En 2001, il soutient Michael Noonan dans sa tentative de devenir dirigeant de Fine Gael. Noonan réussit dans son entreprise. 

## Sa carrière après la politique
Après 21 ans, Dukes perd son siège au Parlement aux élections générales de 2002. Ces élections font de nombreuses victimes parmi les membres influents de Fine Gael, tels que le dirigeant adjoint Jim Mitchell, l’ancienne dirigeante adjointe Nora Owen et d’autres encore. Plusieurs commentateurs locaux attribuent cette défaite au manque d’attention portée aux affaires locales étant donné que Dukes est fortement impliqué dans divers projets européens et a toujours joui d’une carrière à échelle nationale.
Il se retire de la politique en 2002 et est ensuite nommé Directeur Général de l’Institut des Affaires Européennes et Internationales. Il est toujours actif au sein de Fine Gael et est actuellement Vice-président national du parti.
Alan Dukes est Président de l'Alliance française de Dublin.

## Vie privée
A. Dukes vit dans la ville de Kildare depuis sa première élection en tant que représentant de la circonscription de Kildare en 1981. Sa femme Fionnuala est une politicienne locale et est membre du conseil régional depuis 1999. Elle fut maire du comté en 2006-2007, devenant ainsi la seconde femme à remplir cette fonction depuis la création du poste il y a cent ans. Ils ont deux filles.